# Alloscirtetica lanosa
Alloscirtetica lanosa là một loài Hymenoptera trong họ Apidae. Loài này được Urban mô tả khoa học năm 1971.